# Novodinia australis
Novodinia australis is een veertienarmige zeester uit de familie Brisingidae.
De wetenschappelijke naam van de soort werd, als Odinia australis, in 1916 gepubliceerd door Hubert Lyman Clark. De beschrijving was gebaseerd op twee exemplaren die ergens tussen 1909 en 1914 waren verzameld ten zuidoosten van Point Hicks in Victoria (Australië) op een diepte van 200 vadem (366 meter).